# Carnival Valor
El Carnival Valor es un crucero de la clase Conquest operado por Carnival Cruise Line. El buque fue construido por Fincantieri en su astillero Monfalcone en Friuli-Venezia Giulia (norte de Italia). Fue sacado a flote el 27 de marzo de 2004 y bautizado en Miami el 17 de diciembre de 2004.
El puerto base del barco es Nueva Orleans, Luisiana.